# Radio 1 (Schweiz)
Radio 1 ist ein im Raum Zürich über UKW, DAB+ und in weiteren Teilen der Schweiz über Kabel verbreiteter privater Schweizer Radiosender mit Sitz in Zürich.

## Geschichte und Programm
Radio 1 entstand am 17. März 2008 aus dem vormaligen Sender Radio Tropic, den der Medienunternehmer Roger Schawinski gekauft hat. Chefredaktor des Senders ist Dave Burkhard, Dani Wüthrich fungiert als Musikchef, Marc Jäggi als Moderationsleiter. Der Kolumnist Pea Weber hat bei Radio 1 mit Pea Weber's Friday Night seine eigene Sendung.
Der Sender sieht sich durch seine strikte Ausrichtung an ein älteres Publikum als Gegenpol zu anderen Privatradios, die sich oft an ein jüngeres Publikum wenden. Zielgruppe sind 30- bis 60-jährige Hörer, es werden Songs der letzten gut 30 Jahre gespielt, aber auch aktuelle Qualitätsmusik. Zahlreiche journalistische Inhalte runden das musikalische Programm ab: Jeden Morgen eine aktuelle Kolumne von renommierten Journalisten. Zudem hat Radio 1 Experten zu Themen wie Kino, Gesundheit, Wirtschaft, Recht, Mode, Kochen, Lifestyle, Musik, Fitness und Literatur im Programm. Am Sonntag um 11 Uhr interviewt Roger Schawinski jeweils einen Gast in der einstündigen Sendung Doppelpunkt, welche um 19 Uhr wiederholt wird.
Von 2010 bis 2015 diskutierte Roger Schawinski mit Weltwoche-Verleger Roger Köppel jeweils montags im Format Roger gegen Roger aktuelle Themen. Im Herbst 2015 wurde die Sendung durch die Diskussionssendung Roger gegen Markus abgelöst. Neuer Diskussionspartner von Roger Schawinski ist Markus Somm.

## Sendegebiete
Das Sendegebiet von Radio 1 erstreckt sich über die Kantone Zürich, St. Gallen, Aargau, Schwyz, Schaffhausen und Glarus. Radio 1 ist über UKW auf 93,6 MHz in der Region Zürich, auf 101,8 MHz in der Region Zürcher Oberland, auf 102,0 MHz in der Region Winterthur und 96,4 MHz in der Region Glarus empfangbar. Des Weiteren ist der Sender über Internet zu hören. Seit 30. November 2012 ist Radio 1 auch digital über DAB+ empfangbar. Dies betrifft vor allem die Grossregion Zürich und Winterthur, inklusive Teile der Kantone Thurgau, Schaffhausen und Aargau.

## Namensstreit
Der Rundfunk Berlin-Brandenburg (RBB), der in Deutschland den Sender Radio Eins betreibt, löste aufgrund mehrerer Ähnlichkeiten einen Namensstreit mit Radio 1 aus und verlangte die Umbenennung des Schweizer Senders oder dass dieser nicht mehr über das Internet verbreitet werde. Zudem forderte der RBB die Änderung des Slogans Nur für Erwachsene. Im November 2008 einigten sich die beiden Sender auf einen Kompromiss und legten damit den Namensstreit bei. In der Folge änderte Radio 1 seinen Webauftritt geringfügig und bezog, um Verwechslungen vorzubeugen, Zürich in seine Slogans mit ein.